# Río Nišava

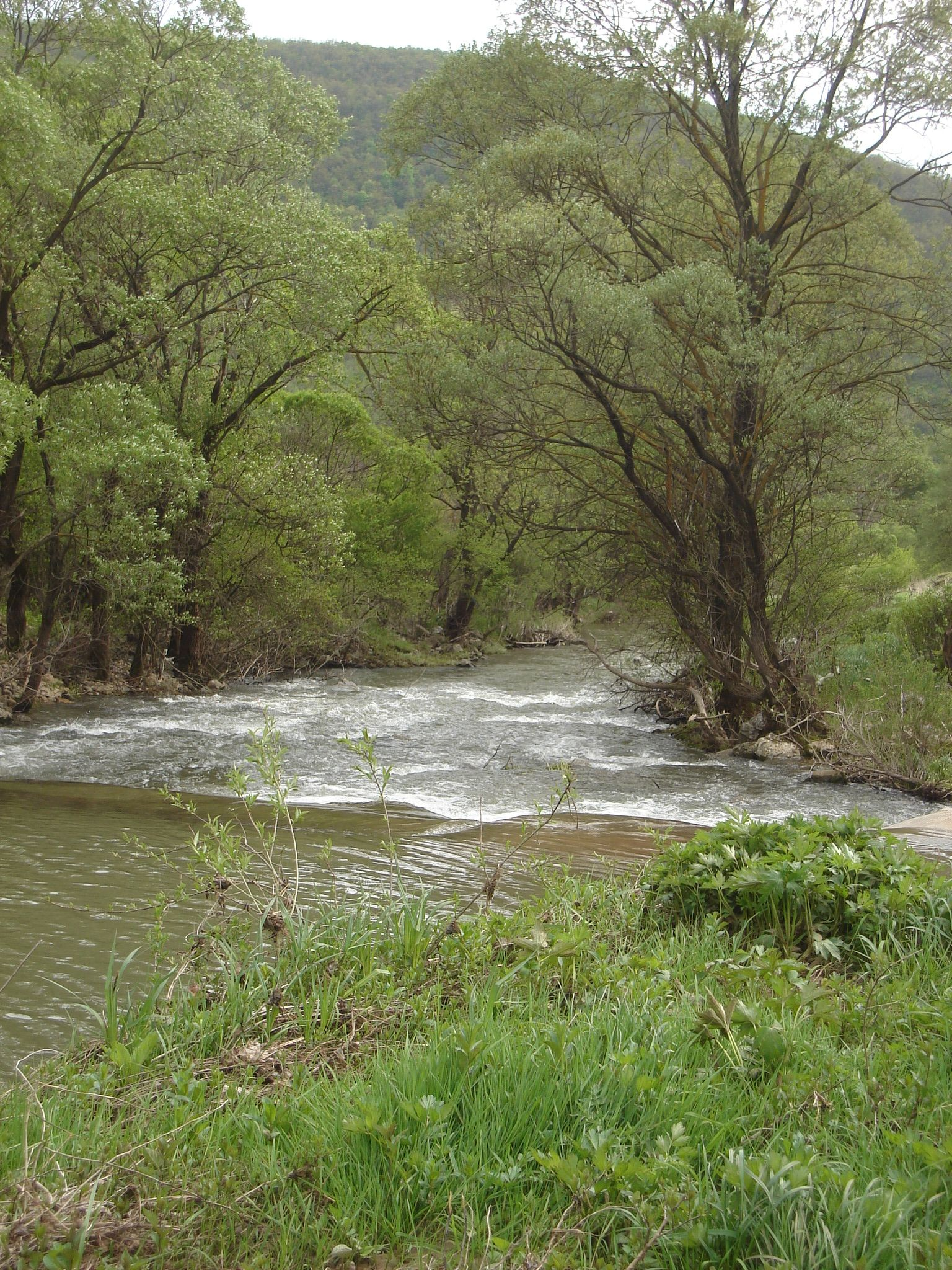
El Nishava ante Kalotina en Bulgaria

El río Nišava o Nishava (en búlgaro y cirílico serbio, Нишава) es un río de Bulgaria y Serbia, un afluente por la derecha, y con una longitud de 218 km también el más largo, del río Morava meridional (Južna Morava), afluente a su vez del Danubio.

## Geografía

### Bulgaria
El río Nišava tiene su origen en Bulgaria occidental, en los montes Stara Planina (al este del pico Kom) cerca del pueblo de Gintsi. Su fuente está cerca de la frontera serbia. Entra en Serbia después de 67 km de fluir a través de Bulgaria sin recibir ningún gran afluente.
Debido a que fluye por Gintsi, el curso superior del río es conocido como Ginska (cirílico: Гинска). Fluye primero hacia el sur, luego gira bruscamente al oeste a la marmita de gigante de Godech, pasando por Razboishte, después de lo cual forma una garganta. Saliendo de la garganta, alcanza Kalotina, un paso fronterizo principal en la frontera serbio búlgara (Kalotina-Gradina), y continúa al oeste para entrar en Serbia.

### Serbia
Fluye en líneas generales hacia el oeste en los siguientes 151 km, pasa cerca de Dimitrovgrad, Pirot, Bela Palanka, Niška Banja y Niš, una de las ciudades más grandes de Serbia, 10 km después de lo cual el Nišava desemboca en el Južna Morava. Sin embargo, con el rápido crecimiento de Niš en décadas previas y sus suburbios que todavía crecen rápidamente, las orillas del Nišava están urbanizadas casi hasta su desembocadura.
Después de ser dividido en distritos en 1992, el distrito de Nišava (con Niš como centro administrativo) recibe su nombre de este río.

## Características e importancia
El río pertenece a la cuenca hidrográfica del mar Negro. Su propia cuenca de drenaje abarca 3.950 km² (1.237 km² en Bulgaria y 2.713 km² en Serbia). El Nišava no es navegable. No sólo es el afluente más largo del Južna Morava, sino que también es el más largo en términos de caudal (36 km³/seg). Tiene muchos afluentes más pequeños, de los cuales el más importante es el Temštica desde la derecha, y el Jerma (o Sukovska reka), Crvena reka, Koritnička reka y Kutinska reka del izquierdo.
El valle de Nišava es parte de una gran ruta natural mayor que desde los tiempos antiguos ha conectado Europa y Asia: la ruta sigue los valles del Gran Morava, Nišava y Maritsa y sigue adelante hacia Constantinopla, actual Estambul. Tanto la carretera Belgrado-Sofía-Estambul como el ferrocarril siguen esta ruta.
La cueva de Nishava en la isla Rugosa en las Islas Shetland del Sur, Antártida recibe su nombre del Nishava.

## Garganta de Sićevo
En su parte serbia, el Nišava talló un valle compuesto con varias depresiones (Dimitrovgrad, Pirot (o Basara; cirílico: Басара), Bela Palanka y Niš). Sin embargo, el rasgo geológico más destacado que ha formado el río es la garganta de Sićevo (Sićevačka klisura; cirílico: Сићевачка клисура) entre Bela Palanka y Niška Banja. El río es bastante potente en la garganta, que se usa para dos centrales hidroeléctricas ('Sićevo' y 'Ostrovica') usado para la producción de electricidad, el regadío y la pesca. La garganta tiene 17 km de largo, 350-400 m de profundo, en algunas partes desarrollando estructuras parecidas a cañones (como laderas de valle inverso en Gradiški kanjon; cirílico: Градишки кањон). La garganta en sí talló a través de la meseta de Kunovica entre las laderas meridionales de los montes de Svrljig y la montaña de Suva Planina, y las zonas de los alrededores son conocidos por sus viñedos de alta calidad. Hay también una enorme cantera en la garganta ('Ostrovica'), donde se encuentran seis pueblo, siendo el más largo Sićevo que da el nombre a toda la garganta.

### Hallazgos arqueológicos

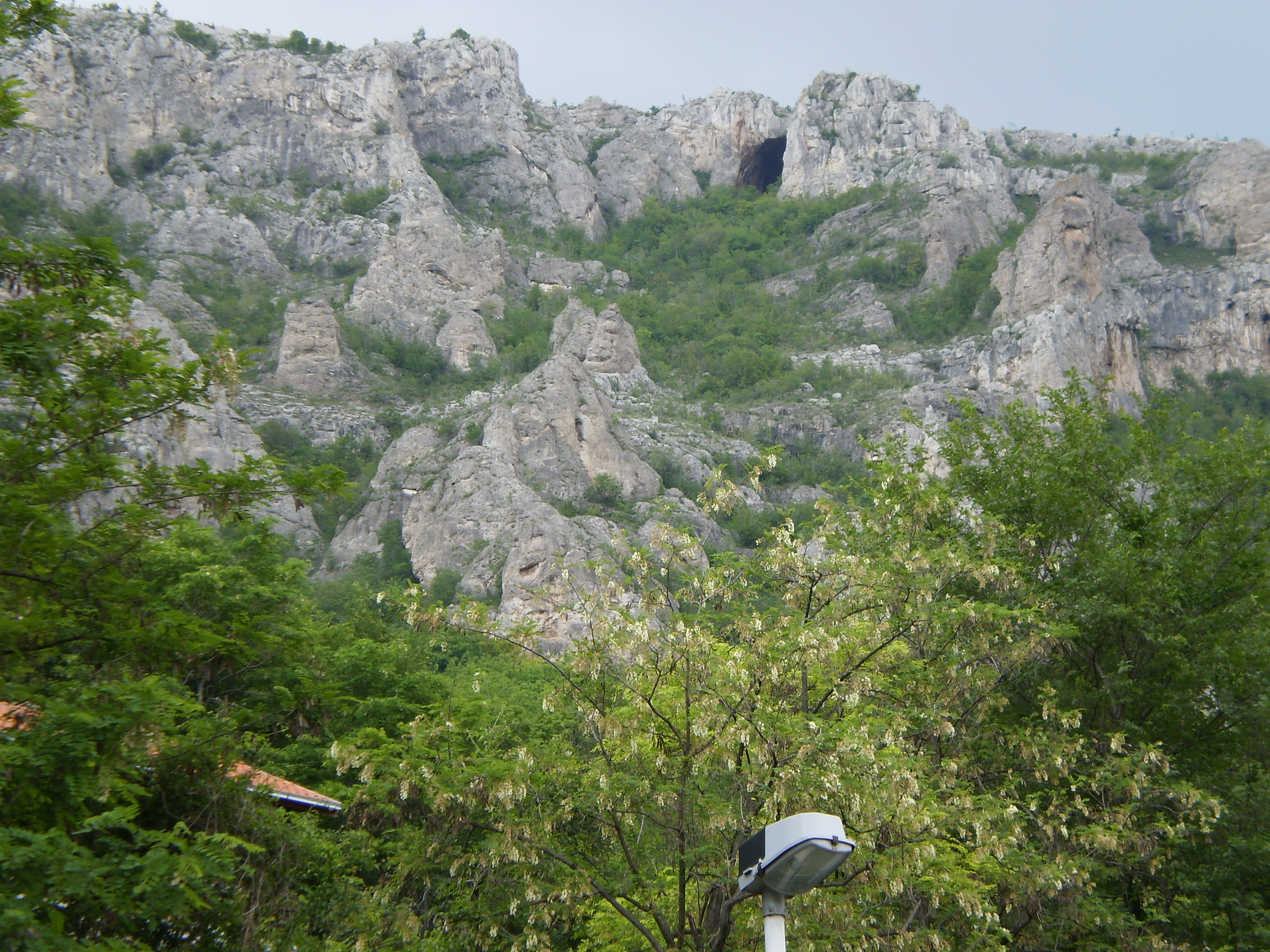
Cuevas de la garganta de Sićevo

En junio de 2008 en la garganta de Sićevo fue encontrada la mandíbula de un hominino, posiblemente un Homo erectus. Fue hallada en la cueva de Mala Balanica. Esa mandíbula data de hace 397 mil a 525 mil años, según los análises realizados por el método de resonancia paramagnética electrónica combinado con el de cadena de desintegración de isótopos de uranio y la datación por termoluminiscencia. La morfología de la mandíbula difiere significativamente de la del Homo heidelbergensis y le faltan completamente las específicas del hombre de Neandertal. La mandíbula hace parte del creciente número de ejemplares del sureste europeo, con plesiomorfismos erectus y a la vez con los rasgos comunes sinapomórficos de los Homo del Pleistoceno Medio.